# Tatre
 Ovo je glavno značenje pojma Tatre. Za naselje u općini općini Hrpelje – Kozina u Sloveniji pogledajte Tatre (Hrpelje - Kozina, Slovenija).
Tatre (slovački: i poljski: Tatry)  su planinski lanac koji se prostire na granici Slovačke i Poljske. Najveći dio planine s najvišim vrhovima nalazi se u Slovačkoj uključujući i najviši vrh Gerlachovský štít s 2655 metara.

## Položaj
Planinski lanac se nalazi u sjevernoj Slovačkoj i južnoj Poljskoj površine od oko 750 km ² od čega se 600 km ² nalazi se na području Slovačke. Tatre su jedini planinski lanac iz karpatske skupine koji je alpskoga tipa. Tatre su najviše planine Karpata s 25 vrhova viših od 2 500 metara nadmorske visine. Glavni dio Visokih Karpata je ledenjak. Tatre također dijele crno morski i baltički sljev. Najviši dio Tatri su Visoke Tatre.

## Podjela
- Zapadne Tatre (slovački: Západné Tatry, poljski: Tatry Zachodnie)
- Istočne Tatre (Východné Tatry, Tatry Wschodnie) koje se djele na:
  - Visoke Tatre (Vysoké Tatry, Tatry Wysokie)
  - Bijele Tatre (Belianske Tatry, Tatry Bielskie)

## Klima
Planina leži u umjerenom pojasu u srednjoj Europi. Ona je važna prepreka za kretanje zračnih masa. Brdovita planina uzrokuje različitu klimu u pojedinim dijelovima planine. Posljedice globalnog zatopljenja na Tatrama počele su biti vidljive 1980. godine.

### Vjetrovi
Prosječna brzina vjetra je 6 m/s.
Vjetrovi se djele na:
- Južni vjetrovi na sjevernoj strani
- Zapadni vjetrovi u podnožju planine  (Orawa-Nowy Targ kotlina)
- Fen vjetrovi (poljski: halny) najčešće se javljaju između listopada i svibnja. To je topao i suh vjetar.

### Temperatura
Najniža temperatura zimi može biti i do  -40 °C, dok ljetna temperatura može doseći 33 °C. Temperatura također ovisi o visini i osunčanosti.

### Padaline
Najviše oborina zabilježeno je na sjevernim obroncima. U lipnju i srpnju mjesečnim količina oborina dostiže oko 250 mm. Padaline se javljaju od 215 do 228 dana u godini. Grmljavinske oluje pojave se u prosjeku 36 dana godišnje.

### Snijeg
Maksimalna debljina snijega iznosi 320 cm u ožujku. Vrhovi su ponekad pokriveni snijegom tijekom cijele godine, a česte su i lavine.

## Nacionalni parkovi
Slovački Tatranski nacionalni park (TANAP, Tatranský národný park) je osnovan 1949. godine, dok je poljski Tatranski narodni park (TPN, Tatrzański Park Narodowy) osnovan 1954. godine. Oba parka su 1993. uvrštena u UNESCO-ovu listu zaštićenih biosfera.

## Skijaški centri
Tatre su poznate i po svojim skijaškim centrima, kao što su Vysoké Tatry, koje obuhvaćaju nekadašnje samostalne centre Štrbsko Pleso, Starý Smokovec, Tatranská Lomnica,  Poprad u Slovačkoj i Zakopane u Poljskoj.

## Vanjske poveznice
- Službena stranica grada Vysoké Tatry
- Službena stranica grada Zakopane
- TANAP Slovački nacionalni park  Arhivirana inačica izvorne stranice od 4. travnja 2005. (Wayback Machine)
- TPN Poljski nacionalni park

### Ostali projekti
|  | Zajednički poslužitelj ima još gradiva o temi Tatre |